# إكسوفونية
الإكسوفونية هي ممارسة الكتابة بلغةٍ مكتسبة"لغة ثانية"، أي لغة مختلفة عن اللغة الأم للكاتب. رغم أنَّها ممارسة قديمة إلا أنَّ المصطلح حديث نسبياً، اللغويون الفرنسيون مثل لويس جان كالفي ناقش "الكاتب الإكسوفوني " منذ 1979.
بعض الكُتَّاب الإكسوفونيين ربما قد يكونون ثنائي اللغة أو متعددي اللغات منذ سنوات طفولتهم، بينما الكُتَّاب الآخرين يكتسبون اللغة.
ففي بعض الحالات يتم اكتساب اللغة الثانية في سن مبكر، على سبيل المثال خلال الهجرة، وهذا ليس واضِحاً دائماّ، إنَّ الكاتب يوجِب وجوباً صارماً أن يُصنف ككاتب غير المتحدث الأصلي للغة، أي أنَّه ليس كل الكُتَّاب الذين يتقنون لغتين أو أكثر هم إكسوفونيون.